# Yūgumo (lớp tàu khu trục)
Lớp tàu khu trục Yūgumo (tiếng Nhật: 夕雲型駆逐艦 - Yūgumo-gata kuchikukan) là một lớp tàu khu trục của Hải quân Đế quốc Nhật Bản trong Chiến tranh Thế giới thứ hai. Tất cả đều được hoàn tất từ năm 1941 đến năm 1944. Hải quân Nhật gọi chúng là những "Tàu khu trục kiểu A" (tiếng Nhật:甲型駆逐艦, Kō-gata Kuchikukan) từ tên của kế hoạch chế tạo. Những chiếc trong lớp Yūgumo cũng tương tự như những chiếc thuộc lớp Kakero dẫn trước. Những khác biệt chính là một thiết kế cầu tàu hơi khác biệt và việc giới thiệu kiểu tháp pháo mới cho dàn pháo chính, có khả năng nâng đến góc 75° cung cấp khả năng phòng không tốt hơn.

## Những chiếc trong lớp
| Số                                      | Tên gọi | Đặt lườn             | Hạ thủy              | Hoạt động            | Số phận                                                                            |
| 115                                     | Akigumo (秋雲) |                      |                      |                      | Được thay thế vào lớp Kagerō                                                       |
| 116                                     | Yūgumo (夕雲) | 12 tháng 6 năm 1940  | 16 tháng 3 năm 1941  | 5 tháng 12 năm 1941  | Bị đánh chìm 6 tháng 10 năm 1943 trong Trận Vella Lavella                          |
| 117                                     | Makigumo (巻雲) | 13 tháng 12 năm 1940 | 5 tháng 11 năm 1941  | 14 tháng 3 năm 1942  | Bị đánh đắm 1 tháng 2 năm 1943 sau khi trúng thủy lôi tại Guadalcanal              |
| 118                                     | Kazagumo (風雲) | 23 tháng 12 năm 1940 | 26 tháng 9 năm 1941  | 28 tháng 3 năm 1942  | Bị tàu ngầm Hake đánh chìm tại Davao, 8 tháng 6 năm 1944                           |
| 119                                     | Naganami (長波) | 5 tháng 4 năm 1941   | 5 tháng 3 năm 1941   | 30 tháng 6 năm 1942  | Bị máy bay Hải quân Mỹ đánh chìm tại Leyte, 11 tháng 11 năm 1944                   |
| 120                                     | Makinami (巻波) | 11 tháng 4 năm 1941  | 27 tháng 12 năm 1941 | 8 tháng 8 năm 1942   | Bị tàu khu trục Mỹ đánh chìm trong Trận chiến mũi St. George, 25 tháng 11 năm 1943 |
| 121                                     | Takanami (高波) | 29 tháng 5 năm 1941  | 16 tháng 3 năm 1942  | 31 tháng 8 năm 1942  | Bị tàu chiến Hải quân Mỹ đánh chìm trong trận Tassafaronga, 30 tháng 11 năm 1942   |
| 122                                     | Ōnami (大波) | 15 tháng 11 năm 1941 | 13 tháng 8 năm 1942  | 29 tháng 12 năm 1942 | Bị tàu khu trục Mỹ đánh chìm trong Trận chiến mũi St. George, 25 tháng 11 năm 1943 |
| 123                                     | Kiyonami (清波) | 15 tháng 10 năm 1941 | 17 tháng 8 năm 1942  | 25 tháng 1 năm 1943  | Bị máy bay Không lực Mỹ đánh chìm gần Kolombangara, 20 tháng 7 năm 1943            |
| 124                                     | Tamanami (玉波) | 16 tháng 3 năm 1942  | 26 tháng 12 năm 1942 | 30 tháng 4 năm 1943  | Bị đánh chìm 7 tháng 7 năm 1944                                                    |
| 126                                     | Suzunami (涼波) | 27 tháng 3 năm 1942  | 26 tháng 12 năm 1942 | 27 tháng 7 năm 1943  | Bị máy bay Hải quân Mỹ đánh chìm tại Rabaul, 11 tháng 11 năm 1943                  |
| 127                                     | Fujinami (藤波) | 25 tháng 8 năm 1942  | 20 tháng 4 năm 1943  | 31 tháng 7 năm 1943  | Bị máy bay Hải quân Mỹ đánh chìm tại Philippines, 27 tháng 10 năm 1944             |
| 128 129                                 | |                      |                      |                      | Dự án giả dành kinh phí cho lớp thiết giáp hạm Yamato                              |
| 340                                     | Hayanami (早波) | 15 tháng 1 năm 1942  | 19 tháng 12 năm 1942 | 31 tháng 7 năm 1943  | Bị tàu ngầm Mỹ Harder đánh chìm gần Tawitawi, 7 tháng 6 năm 1944                   |
| 341                                     | Hamanami (濱波) | 28 tháng 4 năm 1942  | 18 tháng 4 năm 1943  | 15 tháng 10 năm 1943 | Bị máy bay Hải quân Mỹ đánh chìm tại vịnh Ormoc, 11 tháng 11 năm 1944              |
| 342                                     | Okinami (沖波) | 5 tháng 8 năm 1942   | 18 tháng 7 năm 1943  | 10 tháng 12 năm 1943 | Bị máy bay Mỹ đánh chìm gần Manila, 13 tháng 11 năm 1944                           |
| 343                                     | Kishinami (岸波) | 29 tháng 8 năm 1942  | 19 tháng 8 năm 1943  | 3 tháng 12 năm 1943  | Bị tàu ngầm Flasher đánh chìm phía Tây đảo Palawan, 4 tháng 12 năm 1944            |
| 344                                     | Asashimo (朝霜) | 21 tháng 1 năm 1943  | 18 tháng 7 năm 1943  | 27 tháng 11 năm 1943 | Bị máy bay Hải quân Mỹ đánh chìm trong Chiến dịch Ten-go, 7 tháng 4 năm 1945       |
| 345                                     | Hayashimo (早霜) | 20 tháng 1 năm 1943  | 20 tháng 10 năm 1943 | 20 tháng 2 năm 1944  | Bị không kích đánh chìm gần Mindoro, 26 tháng 10 năm 1944                          |
| 346                                     | Akishimo (秋霜) | 3 tháng 5 năm 1943   | 5 tháng 12 năm 1943  | 11 tháng 3 năm 1944  | Bị không kích đánh chìm tại Cavite, Philippines 14 tháng 11 năm 1944               |
| 347                                     | Kiyoshimo (清霜) | 16 tháng 3 năm 1943  | 29 tháng 2 năm 1944  | 15 tháng 5 năm 1944  | Bị đánh chìm gần Mindoro, Philippines, 26 tháng 12 năm 1944                        |
| 348 349 350 351 352 353 354 355         | Umigiri (海霧) Yamagiri (山霧) Tanigiri (谷霧) Kawagiri (川霧) Taekaze (妙風) Kiyokaze (清風) Satokaze (里風) Murakaze (村風)  |                      |                      |                      | Bị hủy bỏ vào ngày 11 tháng 8 năm 1943                                             |
| 5041 5042 5043 5044 5045 5046 5047 5048 | Yamasame (山雨) Akisame (秋雨) Natsusame (夏雨) Hayasame (早雨) Takashio (高潮) Akishio (秋潮) Harushio (春潮) Wakashio (若潮) |                      |                      |                      | Lớp Yūgumo cải tiến Bị hủy bỏ vào ngày 11 tháng 8 năm 1943                         |